# 薩拉瓦特區

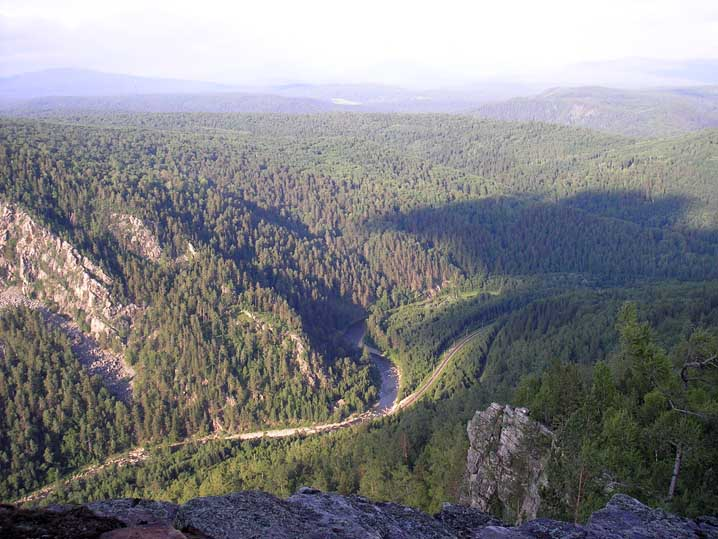

53°22′N 55°56′E / 53.367°N 55.933°E
薩拉瓦特區（俄语：Салаватский район），是俄羅斯的一個區，位於該國西南部，由巴什科爾托斯坦共和國負責管轄，始建於1935年1月31日，面積2,182平方公里，2010年人口26,566，人口密度每平方公里12.18人。